# خواكيم هانسن (ممثل صوت)
خواكيم هانسن (بالألمانية: Joachim Hansen)‏ (و. 1930 – 2007 م) هو مؤدي أصوات، وممثل مسرحي، وممثل أفلام ألماني، ولد في فرانكفورت، توفي في برلين، عن عمر يناهز 77 عاماً، بسبب سكتة.

## وصلات خارجية
- خواكيم هانسن على موقع IMDb (الإنجليزية)
- خواكيم هانسن على موقع ألو سيني (الفرنسية)
- خواكيم هانسن على موقع أول موفي (الإنجليزية)
- خواكيم هانسن على موقع قاعدة بيانات الأفلام السويدية (السويدية)
- خواكيم هانسن على موقع قاعدة بيانات الفيلم (الإنجليزية)
- خواكيم هانسن على موقع كينوبويسك (الروسية)